# Skoki do wody na Letnich Igrzyskach Olimpijskich 1924
Skoki do wody na Letnich Igrzyskach Olimpijskich 1924 w Paryżu rozgrywane były w dniach 14–20 lipca 1924 r. Zawody zdominowali Amerykanie, którzy zdobyli 11 z 15 możliwych medali. Indywidualnie najlepszy wynik osiągnął Albert White, który dwukrotnie stawał na najwyższym stopniu podium.

## Medaliści

### Mężczyźni

#### Trampolina
| Lp. | Państwo           | Zawodnik          | Wynik |
| --- | ----------------- | ----------------- | ----- |
| 1   | Stany Zjednoczone | Albert White      | 7     |
| 2   | Stany Zjednoczone | Pete Desjardins   | 8     |
| 3   | Stany Zjednoczone | Clarence Pinkston | 15    |

#### Wieża – skoki proste i złożone
| Lp. | Państwo           | Zawodnik          | Wynik |
| --- | ----------------- | ----------------- | ----- |
| 1   | Stany Zjednoczone | Albert White      | 9,0   |
| 2   | Stany Zjednoczone | David Fall        | 11,5  |
| 3   | Stany Zjednoczone | Clarence Pinkston | 16,5  |

#### Wieża – skoki proste
| Lp. | Państwo         | Zawodnik      | Wynik |
| --- | --------------- | ------------- | ----- |
| 1   | Australia       | Dick Eve      | 13,5  |
| 2   | Szwecja         | John Jansson  | 14,5  |
| 3   | Wielka Brytania | Harold Clarke | 15,5  |

### Kobiety

#### Trampolina
| Lp. | Państwo           | Zawodniczka       | Wynik |
| --- | ----------------- | ----------------- | ----- |
| 1   | Stany Zjednoczone | Elizabeth Becker  | 8     |
| 2   | Stany Zjednoczone | Aileen Riggin     | 12    |
| 3   | Stany Zjednoczone | Caroline Fletcher | 16    |

#### Wieża
| Lp. | Państwo           | Zawodniczka      | Wynik |
| --- | ----------------- | ---------------- | ----- |
| 1   | Stany Zjednoczone | Caroline Smith   | 10,5  |
| 2   | Stany Zjednoczone | Elizabeth Becker | 11,0  |
| 3   | Szwecja           | Hjördis Töpel    | 15,5  |

## Kraje uczestniczące
W zawodach wzięło udział 71 skoczków z 14 krajów:
| - Australia (1) - Austria (3) - Belgia (2) - Czechosłowacja (2) - Dania (4) - Finlandia (6) - Francja (12) - Hiszpania (3) - Holandia (4) - Stany Zjednoczone (10) - Szwajcaria (1) - Szwecja (11) - Wielka Brytania (11) - Włochy (1) |

## Klasyfikacja medalowa
| Lp. | Państwo           |   |   |   | Razem |
| --- | ----------------- | - | - | - | ----- |
| 1.  | Stany Zjednoczone | 4 | 4 | 3 | 11    |
| 2.  | Australia         | 1 | 0 | 0 | 1     |
| 3.  | Szwecja           | 0 | 1 | 1 | 2     |
| 4.  | Wielka Brytania   | 0 | 0 | 1 | 1     |